# Grupa Azoty
Grupa Azoty S.A. (ранее Химический завод в Тарнов-Мостице) — польское химическое предприятие, расположенное в г. Мостице — районе г. Тарнова.
Основанная в 1927 г. Государственная фабрика азотных химикатов в Мостице была одной из крупнейших инвестиций возрождающиеся Речь Посполитой, прокладывая путь развитию польской химической промышленности. Во времена Польской Республики это была одна из самых современных фабрик в Европе, а также одна из крупнейших инвестиций межвоенного времени в Польше.
Традиции своей предшествующей компании продолжает сегодня Grupa Azoty S.A, находящаяся в Тарнове.

## Идея строительства тарновских Азотов
Развитие польской химической промышленности связано с именем профессора Львовского политехнического института Игнация Мостицкого, который стал директором перенятой у немцев, после силезских восстаний, фабрики азотных химикатов в городе Королевска Гута (позже Хожув). 
Главным двигателем развития химической промышленности, в том числе азотных соединений, был основанный И. Мостицким Химический исследовательский институт в Варшаве. В Институте готовились планы увеличения химической промышленности, в том построения второй большой фабрики азотных химикатов.
Ключевое решение о строительстве фабрики около города Тарнов было принято 12 марта 1927 г. Решение[уточнить] о выкупе у семьи князьев Сангушко земель их поместья площадью 670 гектаров за 207 тысяч американских долларов принято 14 мая 1927. 
Первые работы на стройплощадке начались 5 мая 1927 г.
Строительство фабрики началось вблизи города Тарнов, около 4 км от центра города на запад от города. Руководство отельных отделов составляли в своём большинстве ученики профессора Мостицкого, руководителя кафедры физической химии и технической электрохимии Львовского политехнического института, в 1925—1926 гг. ректора Института. Большинство производственного оборудования для фабрики было куплено за границей, часть у отечественных производителей. Исходным сырьём для синтеза аммиака, было после прохождения через очистительную установку газа был металлургический кокс, из которого получают водяной газ на шести генераторах. Для нужд химического производства была построена ТЭЦ, отапливаемая угольной пылью. Оснастку парового отдела образовали шесть котельных установок. 
Для производства электроэнергии были установлены турбины — 3 конденсационные и 1 противодавленческая[уточнить]. 
Монтаж машин и оборудования ТЭЦ был завершен 2 октября 1929, этот день считается завершающей датой строительства фабрики.
В 1928 г., рядом с азотными установками стали строить не имеющих технологической связи с азотной частью Отдел хлора с электролизерами Биллитера, который был запущен в июле 1930 г.
Торжественный пуск Государственной фабрики азотных химикатов состоялся в Мостице 18 января 1930 г., с участием президента Республики Польша Игнатия Мостицкого, представителей правительства РП, с премьером Казимежем Бартлем во главе, министром промышленности и торговли Эугенюшом Квятковским. Государственная фабрика азотных химикатов первоначально производила около 60 тонн аммиака в сутки. Азот, необходимый для синтеза получали в результате конденсации воздуха по методу Линде, а водород из водяного газа. 
Часть произведённого аммиака перерабатывалась в 50 % азотную кислота. 
Нитрат аммония, образовавшийся благодаря нейтрализации азотной кислоты газовым аммиаком впоследствии перерабатывался в удобрение под названием нитрофос, в котором имелось около 15,5 % азота. 
Кроме названных продуктов, создавался также нитрат аммония для оборонной промышленности, а среди хлорных продуктов: хлорбензол, хлорнафталин, хлорная известь, а также расплавленный гидроксид натрия.
В 1930 г. продукция Государственной фабрики азотных химикатов в Мостице составляла, в общем, около 57 тыс. тонн, из чего около 80 % составляли азотные удобрения.
Первый год работы ГФАХ совпал с первым годом великого всемирного экономического кризиса. В критический для фабрики ситуации её главным директором стал министр промышленности и торговли Эугенюш Квятковски. Министр прибыл в Мостице в середине февраля 1931 г. Перед ним стояло очень ответственное задание — обеспечение выживания фабрики, которая с большим накладом сил и средств была только-что запущена и ей угрожала остановка. Фабрика в Мостице, если хотела оставаться на рынке должна была расширить ассортимент предлагаемых удобрений и модернизировать существующее производство. 
В 1930 г. было решено модернизировать существующие установки по производству азотной кислоты и сульфата аммония. Важнейшим инвестиционным мероприятием для фабрики в межвоенное время было решение производить находящей спрос на мировом рынке гранулированную кальциевую селитру (т. н. "норвежскую"), которую выпускали только две фабрики в мире. Технология была куплена в Норвегии, конструкторские работы, строительство и монтаж аппаратуры осуществили собственными силами. В 1934 г. в мостицкой фабрике была построена первая в мире техническая установка по производству концентрированной азотной кислоты 98,5 % методом Вентландта (Ho-Ko, «hochkonzentriert») производительностью в 20 тонн в сутки.
1 августа 1933 г. произошло объединение ГФАХ Хожув с ГФАХ Мостице в одно коммерческое предприятие, принадлежащее госказне под фирменным наименованием Объединённые фабрики азотных химикатов в г. Хожув и Мостице. В состав ОГАХ оказалась также фабрика «Азот» в г. Явожно. Под этим наименованием компания просуществовала до начала II мировой войны. В 1936 г. был разработан план дальнейшего развития «Мостиц», который предполагал инвестиции в размере 14,8 млн злотых на модернизацию установок по производству аммиака, азотной кислоты, хлора, калиевой селитры, а также построение установок по производству метанола и формалина.
В августе 1933 г. были начаты работы по подводке природного газа из львовского и кросненьского природных месторождений. Инвестиция представляла собой часть программы газификации Центрального промышленного округа. Работы, связанные с подводом газа в Мостице были завершены в 1937 г. Первоначально газ использовался для снижения затрат на транспортировку и складирование угля. Потом стали проводить испытания по разложении метана в генераторах. После проведения успешных испытаний удалось увеличить содержание водорода в сыром газе, что положительно сказалось на рост производства аммиака в Мостице, в среднем на около 10 %. Это стало началом перехода на природный газ в качестве основного сырья и одновременно снижало затраты на производство. В конце 30-х годов XX века производство аммиака в мостицкой фабрике базировало на газе, получаемым из генераторов по газификации кокса из дополнительных двух генераторов, которые давали водород из кокса и метана.
Параллельно начались работы по строительству новой установки (которую называли по-простому — разложителем метана), которая должна была производить водород из природного газа при участии никельного катализатора. Инвестиция была завершена непосредственно перед войной, и она была запущена уже во время оккупации. В описываемый период была построена также пилотажная установка по производству нового фосфатно-нитратного удобрения — преципитат (дифосфат). В 1933—1938 годы фабрика в Мостице производила следующие азотные удобрения: сульфат аммония, селетрик (смесь нитрата аммония и карбоната кальция) кальциевую селитру, а в первоначальный период также нитрофос, а в его конец преципитат (дифосфат). Из азотных технических продуктов создавался нитрат аммония (используемый также в качестве удобрения), концентрированная и обычная техническая азотная кислота, нитроз и сжиженный аммоний.

## II мировая война
В период оккупации в Мостице производились следующие удобрения: кальциевая селитра, сульфат аммония, селетрик (смесь нитрата аммония и карбоната кальция), а также небольшое количество фосфатных удобрений: дифосфат и фосфатная мука, кроме того: техническая и концентрированная азотная кислота, нитроза, аммонная селитра, сжатый кислород, каустическая сода, соляная кислота, сжиженный хлор, хлорат кальция. В годы оккупации производство в значительной части было свернуто, или остановлено. Оккупант стремился производить в основном продукт военного применения. В тот период началось, на базе установки оксида азота производство 20,5 % гранулированного селетрика (смеси нитрата аммония и карбоната кальция). В начале 1944 г. немцы, в ожидании близкого военного поражения решили демонтировать заводское оборудование и вывести его в Германию. Производство практически было прекращено.

## Послевоенное восстановление и переход на производство органической химии
После окончания оккупации, в июне 1945 года правительство решило восстановить и увеличить ГФАХ в рамках общегосударственной программы по производству удобрений для сельского хозяйства. Вывезенные из Мостиц машины и оборудование при активной помощи коллектива фабрики находили в разных местах страны, в том числе в городе Бжег-Дольны в Силезии. В 1945 года было запущено производство метанола в небольшом количестве. в ноябре 1946 г. была запущена полутехническая установка по производству формалина. Было также принято решение о восстановлении хлорного цеха. 1947—1949 годы — это время Трехлетнего плана. Благодаря возвращению разграбленного оборудования уже в мае 1947 г. была сдана в эксплуатацию установка по производству железно-хромового катализатора для паровой конверсии окиси углерода, a в июле — установка по производству синтетического аммиака, следом установка по производству азотной технической кислоты, а также селестрика (20,5 % N). Установка кальциевой селитры была восстановлена в 1948 году и сдана в эксплуатацию годом позже. Летом 1948 г., спустя восьмимесячный восстановительный период был сдан в эксплуатацию хлорный цех. Хлор, получаемый из электролиза солей был исходным сырьём для производства хлорного кальция, соляной кислоты, хлорбензолов и синтетического воска.
В 1949 году тарновские Азоты выпускали уже 20 продуктов. Доля азотных удобрений в общей продукции фабрики удерживался с начала на таком же уровне, как в довоенное время то есть около 80 % по массе. Остальное 20 % составляла продукция прочих химикатов. По существу, это все ещё была фабрика, которая производила практически продукты неорганической химии. Потребности экономики были намного больше и все возрастали. Увеличение и модернизация Азотов стала насущной необходимостью и требовала изменения технологической концепции.
«Уход от кокса» и замещение его на первом этапе природным газом стало одним из главных направлений модернизации производства. Для такого решения располагала локализация предприятия на территории, через которую пролегает южная газовая магистраль восток-запад. Находясь ближе всех крупных потребителей месторождений природного газа, Азоты имели подходящие условия для использования этого сырья. Программа интенсификации производства аммиака и удобрений, названная «Тарнов I», была реализована поэтапно. Было намечено увеличить цеха производства аммиака до 480 тонн в сутки путём построения двух новых генераторов газа для получения аммиака из кокса и двух генераторов производства газа для синтеза аммиака на базе природного газа, строительства двух установок конверсии природного газа, модернизации установки по очистке газа, используемого для синтеза аммиака из окиси угля путём применения т. н. метода медной промывки. В рамках увеличения производственных возможностей производства азотной кислоты были сданы в эксплуатацию 5 новых единиц получения азотной технической кислоты методом высокого давления, который разработал в том числе инженер Т. Хоблер (т. н. метод Гидро-Нитро-Хоблера), потом внедрено другую установку получения азотной кислоты методом низкого давления, а потом ещё модернизировано установку по производству концентрированной азотной кислоты, которая стала производить до 110 тонн в сутки и нитроз до 180 тонн в сутки.
Концентрация усилий в 50-годы XX века на увеличение производства удобрений не означало простой модернизации фабрики. В тот период началась подготовка к дальнейшему расширению фабрики, которая должна была привести к увеличению ассортимента продуктов, в том числе современных высоко облагороженных продуктов. В 1952—1953 годы построено и запущено установку по синтезу метанола на базе разработок, существовавшей с 1934 года лаборатории, которые касались полутехнической установки. Производимый метанол, который получали на ново-построенных и запущенных тогда установках, стал сырьём для производства формалина и уротропина. В 1953 году началось производство в техническом масштабе первого органического продукта формалина в количестве 4500 тонн в год. Как интенсификация аммиака, так и построение новой установки по производству формалина были инвестициями, спроектированными и реализованными собственными силами. Очередным многокилометровым шагом в сторону изменения производственного профиля компании, было начало строительства установки капролактама — полупродукта по производству полиамидных волокон. Год 1957, юбилейный, тридцатый, в истории «Мостице», стали называть «годом великих свершений». Кроме пуска цеха производства капролактама, был сдан в эксплуатацию новый цех по ртутному электролизу солей мощностью 18000 тонн в год. Интенсификация производства и строительство новых установок повлекло за собой рост потребности комбината в тепле и электроэнергии, которых не в состоянии была удовлетворить существующая ТЭЦ (EC I), поэтому было принято решение о строительстве новой теплоэлектроцентрали мощностью 50 МВт с увеличением её возможностей в будущем. Новая теплоэлектроцентраль (EC II) была построена в 1954—1958 годах. Первый этап строительства EC II предполагал установку трёх паровых котлов и двух конденсационных турбин с отбором пара.

## «Тарнов II». Химия ацетилена. Развитие капролактама
В мае 1961 г. экономический комитет совета министров утвердил «Основные задачи по увеличению Азотного предприятия в г. Тарнове», то есть о преобразовании предприятия в большой химический комбинат. За сумму 4,8 млрд тогдашних злотых на 1962—1967 планировалось увеличение предприятия, а также расширение существующего ассортимента продуктов на уже существующих установках. Программа увеличения предприятия именовалась «Тарнов II». Предполагала она построение трёх новых цехов по продукции ацетилена в процессе полусжигания метана, кислородного цеха и нового по синтезу аммиака (3 агрегата мощностью порядка около 200 тонн в сутки), новый цех по производству хлора ртутным методом мощностью около 30 тыс. тонн в год, строительство цеха хлорида, для которого использовался ацетилен и цех по производству полихлорвинила мощностью 80 тыс. тонн в год, цех производства синильной кислоты и акрилонитрила (полуфабриката для производства заменителя шерсти), а также строительство цеха производства кремня для полупроводников. В рамках программы планировалось также расширение производственных мощностей капролактама вместе со строительством установок, создающих полуфабрикаты: серную кислоту и олеум, нитрит аммония, сульфат гидроксиламина, а также получаемый попутно при производстве капролактама сульфат аммония.
Сырьевой базой для установок «Тарнова II» был высоко метановый природный газ (в количестве около 450 млн м3 в год), из которого производится ацетилен по тогда новой технологии полусжигания в атмосфере кислорода под давлением. Ацетилен после этого преобразуется в суспензию полихлорвинила и акрилонитрила. Строительство «Тарнова II» началось в 1962 году и стало началом свыше 30-летнего периода т. н. «химии ацетилена» в тарновских Азотах.
Реализация инвестиции «Тарнов II» требовала значительного увеличения заводской инфраструктуры и построения ряда вспомогательных объектов. Продолжалось увеличение мощности ТЭЦ EC II путём установки новых паровых котлов № 4 и 5, а также двух паровых турбин. В 1962—1964 годы была построена установка по производству азотной кислоты низкого давления, в которой впервые в стране была внедрена система пенной абсорбции окисей азота. С 1964 по 1968 год поэтапно включали в эксплуатацию цех по производству азотной кислоты методом среднего давления, состоящий из 4 агрегатов суммарной мощностью 800 тонн в сутки. В первой половине 60-х годов прошлого века был построен новый цех по производству аммониевой селитры и гранулированного селитрика колонным методом. В 1963 году был запущен первый, и два года спустя второй этап установок по производству селитрика. Благодаря этому цех смог производить 1500 тонн удобрений в сутки. Новинкой в производстве селистрика и аммониевой селитры были колонки для рекуперации тепла от нейтрализации азотной кислоты газовым аммиаком. В 60-х годы прошлого века подвергся модернизации также электролиз Биллитера и ртутный электролиз. В связи со строительством цеха по производству полихлорвинила решено также построить вторую установку по ртутному электролизу. Её строительство было завершено в 1967 г. В 1971 г. было завершено строительство и была запущена вторая установка по полусжигании. В 1972 г. была проведена модернизация первой установки по полусжиганию, которая заключалась во внедрении метода, испробованного на второй установке. Пуск первой установки полусжигания после её модернизации считается завершением программы «Тарнов II».
После пуска главных установок «Тарнова II», в тарновских Азотах отчетливо выделялись 4 главных технологических линий: азотных соединений, органических соединений производных метана, хлорных соединений и капролактама. В первой половине 70-годов XX века была произведена замена сырьевой базы для производства аммиака. Решающим фактором был экономический и недостаточная производительность установок, производящих газ для синтеза аммиака, по сравнению с модернизированными и построенными в рамках программы Тарнов II. В рамках смены сырьевой базы было решено купить установки по конверсии метана с водяным паром на никельном катализаторе мощностью 500 тонн в сутки в пересчёте на аммиак. Этот цех получил очередной номер 5, а в обиходе его называли «сменой базы». Новый цех был запущен в сентябре 1973 г. В результате этого пуска перестали выпускать аммиак на базе водяного газа из дорогого кокса. Устаревшие генераторы, которые являлись важнейшими установками довоенных Азотов, были выключены из эксплуатации.
Период «Тарнов II» сопровождался успехами тарновских химиков в деле совершенствования технологии получения капролактама. После пуска установки 1957 г., её проектная мощность 4000 тонн была достигнута, а потом превышена. Четыре года позже мощность установки была увеличена до 16,2 тыс. тонн в год. Дальнейшие работы по модернизации и интенсификации производства капролактама, которые включали, среди прочего, строительство цеха очистки капролактама с помощью кристаллизации, строительство на базе швейцарских технологии пленочной дистилляции «Luwa», строительство установки для получения циклогексанона на базе куменового фенола позволило добиться в 1975 г. производительности в 55 тысяч тонн в сутки. Крупнейшим достижением в производстве капролактама был пуск в 1973 г. в промышленном масштабе на базе разработок Института химической промышленности в Варшаве и своих собственных, нового, оригинального метода по производству циклогексанона из бензола. Процесс, который был назван «Cyclopol»® стал хитом в экспорте польского технического know-how, не только по отношению к химической промышленности, но также всей польской промышленности.
В начале 70-годов XX века было принято решение увеличить существующую до этого в полутехническом масштабе установку по производству полихлорвинила. Было запущено производство, востребованных сельским хозяйством дренажных труб ПХВ и труб ПХВ для телекоммуникационных целей. Тарнов стал крупным производителем как по количеству, так и качеству таких труб. В августе 1975 г. на этой установке была запущена опытно-пилотажная продукция политриоксана под торговой маркой Tarnoform®. Это была установка небольшой мощностью, она давала около 1000 тонн порошка в год), но по масштабу технологических сложностей, а также качеству получаемого полимера её можно было причислит к группе серьезных технологических достижений. Решение о строительстве технического цеха по производству политриоксана было принято только в 1985 г. Очередной новинкой в тарновских Азотах был пуск цеха по производству политетрафторэтилена (PTFE) под торговой маркой Tarflen®. Производство этого уникальной пластмассы в полутехническом масштабе было освоено уже в 1970 г. Эксплуатация установки мощностью 500 тонн в год, которой проект разработало заводское проектное бюро, началась в 1978 г. Этот успех вызвал интерес у зарубежных контрагентов и способствовал тому, что эта технология стала в последующие годы, кроме технологии производства капролактама, предметов экспорта know-how. В комбинате это достижение было замечено и высоко оценено, как источник дополнительного дохода компании, и стимул для повышения квалификаций кадры ИТР.
В 80-годы наблюдались ограничения в получении инвестиционных средств, в результате чего в компаниях "Азотов" проводились лишь модернизационные работы. Под конец того десятилетия началось строительство новой установки для получения технической азотной кислоты. Если бы старые, завершающие свой срок службы установки по получению кислот не заменялись новыми, отвечающими новым экологическим требованиям, производство азотных удобрений должно было бы в Тарнове прекратиться. Новый цех вступил в строй в апреле 1992 г.

## Тарновский комбинат после перемены строя в 1989 году
21 февраля 1991 г. был подписан акт преобразования Азотового предприятия в Тарнове из государственного в единоличное акционерное общество со 100 % участием государства. Закат т. н. химии ацетилена и значительный рост цен природного газа привёл к тому, что к большинству установок, запущенных в период «Тарнов II», с началом 1990-х годов постепенно стали постепенно закрываться в рамках «стратегии выхода». Первым не вписался в условия рыночной экономики в 1990 году цех акрилонитрила. Следующим прекратил существование из-за нерентабельности цех кремния. Тогда же возникли проблемы с продажей ацетонгидрина. Новые экономические условия создали трудности с продажей дренажных и телекоммуникационных труб. Осенью 1990 года началось строительство современной установки по производству сульфата аммония. Благодаря этой новой установке, запущенной в 1992 году, улучшилось не только качество, но и эффективность продукта. Кроме того, снизилось количество сливаемого в стоки сульфата. В том же году был запущен цех по производству оконных профилей из полихлорвинила, a в последующие годы самих окон из ПХВ. В 1993 году было запущено производство жидкой двуокиси углерода из ранее выбрасываемого в атмосферу CO2 из V цеха разложения метана, для чего стали использовать свободные производственные мощности.
В 80-е и 90-е годы произошло дальнейшее увеличение мощности по выпуску капролактона путём интенсификации производства циклогексанона из бензола, модернизации установки по производству нитрата аммония и сульфата гидроксилоамина. Внедрение двуступенчатого процесса Бекманна в сентябре 1993 года значительно улучшило качество продукта. Осенью 1994 г. начался пуск первой линии по производству Tarnoform®, которая должна была выпускать порядка 10 тыс. тонн в год на двух агрегатах. Основой была пущенная в 1993 г. новая установка по производству формалина. Крупнейшим событием 1996 г. был пуск современной установки по полимеризации капролактама для полиамида PA-6 (Tarnamid®) мощностью 22.700 тонн в год. В 1997 г. была сдана в эксплуатацию вторая линия цеха Tarnoform®, что позволило увеличить производство этого, пользующегося спросом товара, на 5 тыс. тонн, до 10 тыс. тонн в год.
В 1996 году началось строительство цеха концентрированной азотной кислоты. Установка была пущена под конец 1997 г., спустя неполных 15 месяцев после начала строительства. Пуск новой установки концентрированной азотной кислоты мощностью 100 тонн в сутки позволило прекратить работу изношенной установки, а также ограничило выброс окисей азота и снизить потребление энергии для производства концентрированной азотной кислоты. В 90-годы прошлого столетия производство аммиака на заводах становилась все более неэффективной и уже никто не сомневался в необходимости модернизации установок синтеза аммиака, которые помнили ещё довоенное время. К такому действию принуждали не только экономические причины, но и экологические. Проектные работы, связанные со строительством новой установки на базе оборудования, купленного в Венгрии, были начаты в 1997 г. Передача его в эксплуатацию в 2000 г. позволило остановить работу установок по синтезу аммиака, которые работали с 1929 г.
Все 90-годы проводились работы по обновлению технологических решений, преследуя за цель снижение затрат и улучшение конкурентоспособности, а также снижение вредного воздействия на окружающую среду. Результаты в деле защиты окружающей среды были получены благодаря модернизации существующего оборудования, оснащения их дополнительными защитными устройствами, а также включения в эксплуатацию новых агрегатов, работающих по новейшим технологиям. К крупнейшим и наиболее зримым достижениям по защите окружающей среды следует причислить 10-кратное снижение выбросов в атмосферу окисей азота, пыли, снижение слива соединений азота и прочих загрязнений в стоки. Подтверждением эффективности проэкологических мер тарновских Азотов было вычеркивание в апреле 2001 года из т. н. «списка 80» в апреле 2001 предприятий наиболее вредно влияющих на окружающую среду в масштабе страны. 90-е годы прошлого столетия были временем строительства и увеличения общих очистных сооружений.
В 90-е годы прошлого столетия производство ПХВ из собственного хлорвинила, базирующее на дорогом сырье, создаваемом методом полусжигания метана, стало по своей дороговизне, нерентабельным. Со второй половины 90-х годов систематически росла цена природного газа, что увеличивало затраты на производство ПХВ. Существующие экономические условия обусловили необходимость снижать производство ацетилена, a в результате собственного хлорвинила. В 1998 году исключено из эксплуатации I установку полусжигания, a в 2001 II установку полусжигания. Во вторую половину 2001 года, в связи с большой стоимостью покупки хлорвинила и его переработки, вообще прекратился выпуск ПХВ, и в следующий год, в апреле 2002 года было принято решение ликвидировать производство ПХВ. Начало XXI века — это также закат производства тарновского ацетоноцияногидрина. В апреле 2002 г., было принято решение о полном исключении из эксплуатации этой установки.
В рамках вынужденной реструктуризации производства на предприятиях, построенных в период «Тарнов II» был модернизирован и увеличен цех по производству капролактама с сульфатом аммония, цех производства удобрений на базе новой технологии синтеза аммиака, а также ряд вспомогательных и инфраструктурных объектов. 2005 год — это начало реализации двух ключевых инвестиции. Первой было усовершенствование цеха производства полиамида PA-6 мощностью 45 тыс. тонн в год. Второй было строительство установки по механической грануляции удобрений производственной мощностью порядка 400 тыс. тонн в год. В тот же год произошел очередной переворот в технологии производства циклогексанона из бензола, который заключался в использовании т. н. двуэтапного процесса окисления согласно технологии, названной Cyclopol-bis®. Производственная мощность капролактама в общем, в результате последующих усовершенствований, проводимых в 1995—2005 годы достигла уровня 95 тысяч тонн в год.
В июне 2008 г. Азоты Тарнов дебютировали на Варшавской бирже ценных бумаг. В конце 2009 г. была сдана в эксплуатацию современная установка по механической грануляции удобрений мощностью 1200 тонн в сутки. Реализация задания позволила вывести на рынок новый продукт — селитросульфат аммония (Saletrosan®) и укрепить рыночную позицию комбината в секторе селитровых удобрений. Второй целью было увеличение производственных мощностей по выпуску полиамидов. Реализация этой цели стала возможной только на пути радикальной смены стратегии компании, в рамках которой, кроме внутреннего роста, была увидена возможность объединения и поглощения.
В начале 2010 года Азоты Тарнов стали владельцем 100 % долей немецкого производителя полиамидов ATT Polymers в Губен. Присоединение оказалось более выгодным вариантом, нежели строительство нового цеха в Тарнове. Эффектом этого поглощения стал значительный рост Финансовой Группы Азоты Тарнов среди европейских производителей полиамидов. В том же году была начата очередная инвестиция — строительство цеха водорода в Тарнове производственной мощностью 8000 Нм3/час, что было связано с модернизацией цеха капролактама мощностью 101,3 тыс. тонн в год. Эта инвестиция позволила увеличить потребление природного газа из местных источников, что позволила снизить затраты на производство.

## Консолидация предприятий большого химического синтеза
С 2010 г. "Азоты Тарнов" осуществляют процесс консолидации крупнейших химических предприятий в Польше. Первым значимым событием было приобретение компанией 100 % долей компании Unylon Polymers GmbH в г. Губен (Германия) — предприятия являющегося производителем полиамидов. Новый субъект вошел в состав Финансовой Группы Азоты Тарнов и поменял название на ATT Polymers.
Очередным шагом было начало консолидации польской химической отрасли, которая заключалась в объединении крупнейших в стране компаний этого сектора. Первым этапом этого действия было объединение Азотовых предприятий в Тарнове с Азотным предприятием в Кендзежин-Козле (ZAK СА). Этот процесс заключался в выкупе компанией Азоты Тарнов пакета из 52,6 % акций серии «B» ZAK СА в рамках эмиссии акций государственным казначейством. Вся транзакция стоила 150 млн злотых.
В 2011 г. было принято решение об объединении Азотов Тарнов с Химическим предприятием в г. Полице (около Щецина), которых около 60 % акциами владело государство. Правления обеих компаний были положительно настроены на такую консолидацию. Тарновская компания, после получения одобрения со стороны Управления по защите конкуренции и потребителей, а также при отсутствии возражений немецкого Федерального картельного управления, началось накопление средств, необходимых для проведения транзакции. Средства для выкупа контрольного пакета акций Химического предприятия Полице удалось собрать, разместив 25 млн акций серии «С», утверждённой Комиссией финансового надзора. Полученные таким образом средства позволили не только перенять контроль над Химическим предприятием Полице, но также выкупить у государства остальные 40 % акций Предприятия в Кендзежине.
В 2012 г. Азоты Тарнов стал объектом недружественного поглощения со стороны российской компании Акрон. 16 мая россияне попытались перехватить контроль над польской химической компанией через аффилированную компанию Norica Holding S.à г.l.. Они предъявили воззвание[прояснить] на выкуп акций Азотового комбината в Тарнов-Мостице, по цене 36 злотых за штуку. Компания Акрон смог выкупить лишь 12 % акций. Шаги, предпринятые Правлением компании, а также Министерство государственной казны путём принятия парламентом закона "О контроле над некоторыми компаниями" позволили защитить компанию от недружественного поглощения. .
13 июля 2012 г. имело место воззвание на продажу 6 млн 116 тыс. 800 акций Азотового предприятия в Пулавах по 110 злотых за одну штуку. В результате реализации возвания Компании в Тарнове удалось купить 10,3 % акций Пулавского предприятия. Реализация этого возвания было первым этапом консолидации двух крупнейших химических фирм в Польше.
Концепцию консолидации Предприятия в Пулавах с Азотами Тарнов поддержало Министерство государственного казначейства, а также профсоюзы. 15 ноября 2012 г, руководство Азотового предприятия в Тарнове и в Пулавах заключили договор, в котором были установлены правила сотрудничества обеих компаний и проведения переговоров в будущем. После этого Азоты Тарнов выпустил акции специально для акционеров Пулавского предприятия. Акции Пулавского предприятия обменивались на акции Тарновской компании в отношении 1:2. Для завершения этого этапа нужно было ещё согласие Европейской Комиссии на объединение обеих компаний, которое было получено 13 января 2013 г. Наконец Азоты Тарнов путём выкупа получили 95 % акций Азотового предприятия в Пулавах. Объединение предприятий в Тарнове, Пулавах Полице, Кендзежин-Козьле позволило создать одну из крупнейших компаний в Европе под фирменным названием Группа Азоты, в которой сосредоточено около 75-80 процентов отечественной продукции удобрений.
21 ноября 2013 г., Компания выкупила у государственного казначейства 85 % акций единственного в мире производителя серы методом плавки — Добывающего и химического предприятия по производству серы «Сяркополь» СА в Гжибове. Стоимость транзакции составила около 400 млн злотых.
Очередным важным событием в истории компании была покупка Группой Азоты Химического завода «Полице» СА, добывающего предприятия фосфатов в Сенегале. Договор о выкупе предприятия стоимостью 28,5 млн долларов позволил предприятию в Полице приобрести 55 % акций компании AIG. Благодаря этой инвестиции компания, аффилированная к Группе Азоты, обеспечила себе собственный источник сырья, необходимого для фосфатных и мультикомпонентных удобрений.
2022 г. — последствия мирового энергетического кризиса и антироссийских санкций (кратное увеличение стоимости природного газа) — приостановка производство азотных удобрений, капролактама (используется в конструкционных пластмассах) и полиамида-6 (высокопрочный пластик) .
В июле 2023 года, на фоне вторжения России на Украину, Польша передала долю Вячеслава Кантора в Grupa Azoty под внешнее управление, группа «Акрон» Кантора владеет 19,82% акций Grupa Azoty. Ранее, 26 апреля 2022 года, группа «Акрон» была включена в санкционный список Польши.

## Главные директора (с 1994 года председатели Правления)
- 1927—1929 — Тадеуш Звислоцки (Главный директор ГФАХ)
- 1929—1933 — Ромуальд Вовконович (Технический директор ГФАХ)
- 1930—1933 — Эугенюш Квятковски (Главный директор ГФАХ и ZFZA)
- 1936—1939 — Чеслав Бенедек (Главный директор ZFZA)
- 1945—1946 — Станислав Жучкевич
- 1946 — Хуго Тжебицки
- 1946—1948 — Юзеф Шиманьски
- 1948—1951 — Станислав Анёл
- 1951—1952 — Станислав Лау
- 1952 — Мечислав Голомб
- 1953—1958 — Хенрик Гладецки
- 1958—1978 — Станислав Опалко
- 1978—1988 — Ежи Пызиковски
- 1988—1994 — Анджей Кашня
- 1994—1999 — Станислав Мацейчик
- 1999—2001 — Антони Барвач
- 2001—2006 — Рышард Сцигала
- 2006 — Ярослав Жолендовски
- 2006—2008 — Ярослав Вита
- 2008—2013 — Ежи Марциняк
- 2013—2016 — Павел Ярчевски
- 2016 — н.в. — Мариуш Бобер